# Скульптор (галактика)
Скульптор (NGC 253) — галактика типу SBc у сузір'ї Скульптор. Відкривачем цього об'єкта є Кароліна Гершель, яка вперше спостерігала об'єкт 23 вересня 1783 року.

## Спостереження

### Історія спостережень
Галактика була відкрита Кароліною Гершель в 1783 році під час одного з її систематичних кампаній з пошуку комет. Приблизно через пів-століття Джон Гершель спостерігав її за допомогою 46-сантиметрового рефлектора в Обсерваторії мису Доброї Надії. Він записав:
|  | (перекласти цитату) Оригінальний текст (англ.) Very bright and large (24′ in length); a superb object.... Its light is somewhat streaky, but I see no stars in it except 4 large and one very small one, and these seem not to belong to it, there being many near... |

В 1961 році Елан Сендидж записав в Атласі галактик Габбла, що галактика Скульптора є прототипом окремої групи систем галактик типу Sc.